# Edelbach (Kleiner Kamp)
Der Edelbach ist ein rechter Zufluss zum Kleinen Kamp bei Schönbach in Niederösterreich.

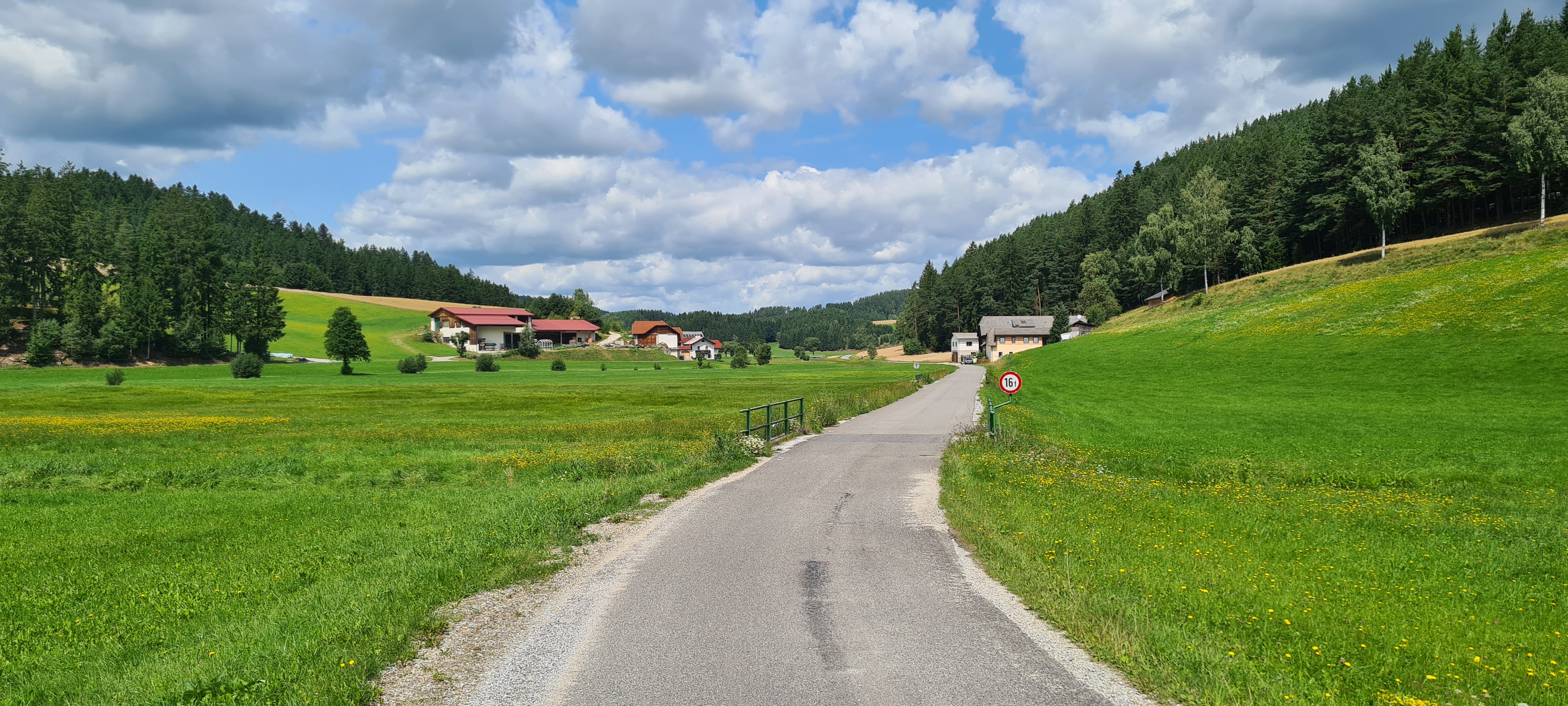
Brücke über den Edelbach mit Schönbacher Höfen im Hintergrund

Der Edelbach wird im Oberlauf Höllbach genannt und entspringt bei den Hinteren Waldhäusern, einer Rotte südwestlich von Bad Traunstein. Vor dort fließt er nach Norden durch die Holleiten ab, wo er zwischen Prettles, Kollegg und Stein weitere Zubringer und oberhalb der Anschaumühle den von rechts kommenden Anschaubach aufnimmt. Dieser entwässert zusammen mit dem Glashüttenbach die Gebiete östlich und nördlich von Bad Traunstein. Der Edelbach nimmt später rechtsseitig den Lichtenauerbach (aus Lichtenau kommend) und danach den Rehbach auf, der ihn davor mehrere Kilometer an seiner linken Seite begleitet hat und die zuvor genannten Orte Prettles und Stein, aber auch Dorfstadt entwässert. Nach der Aufnahme des Reidlbauergrabens aus der Gegend von Pernthon und des aus Schönbach abfließendes Schönbaches gelangt der Edelbach endlich zum Kleinen Kamp, in den er in Sichtweite der Landesstraße L78 von rechts einmündet. Sein Einzugsgebiet umfasst 31,3 km² in großteils bewaldeter Landschaft.
Ebenso wie er Lohnbach gilt der Edelbach manchmal nicht als Zubringer, sondern als Quellfluss des Kleinen Kamps.

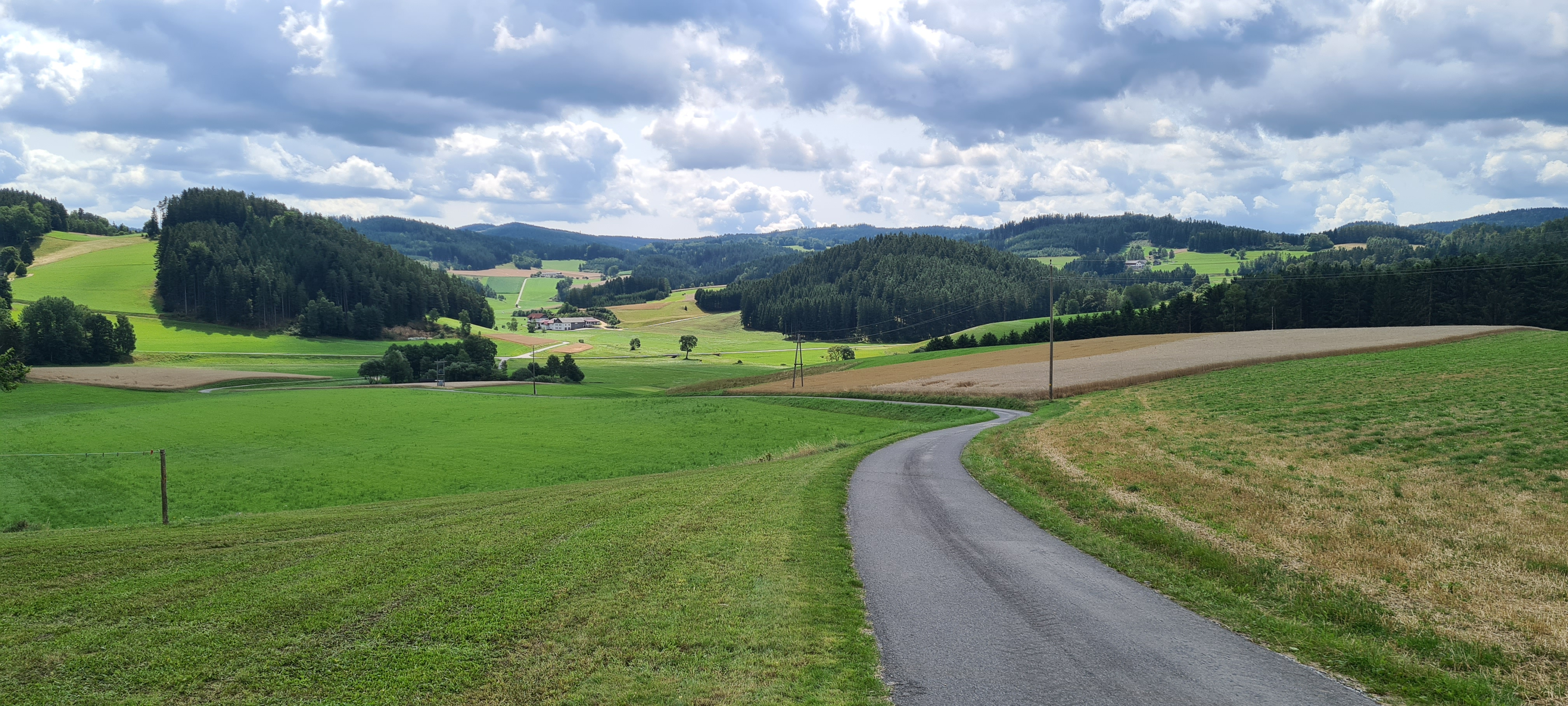
Blick in das Tal des Edelbachs vom Wolfshof in südliche Richtung aus gesehen